# José Císcar Bolufer
Pour les articles homonymes, voir José Císcar.
José Císcar Bolufer, aussi connu comme Pepe Císcar, né à Teulada (Alicante, Espagne) le 13 avril 1961 est un avocat et homme politique, président provincial du  Parti populaire de la Communauté valencienne (PPCV), maire de Teulada (1999-2009), député au Parlement valencien (2007-2022) et titulaire de plusieurs portefeuilles du conseil de la Généralité valencienne entre 2012 et 2015,.
Il abandonne la présidence du PP d'Alicante en juin 2019 pour « raisons personnelles » et annonce son retrait de la politique en janvier 2022.